# Matthew Brittain
Matthew Brittain (Johannesburg, 5 mei 1987) is een Zuid-Afrikaans voormalig roeier. Brittain maakte zijn debuut tijdens de Wereldkampioenschappen roeien 2007 met een 21ste plaats in de lichte-vier-zonder-stuurman. Op de Olympische Zomerspelen 2012 won Brittain bij zijn Olympische debuut de gouden medaille in de lichte-vier-zonder-stuurman.

## Resultaten
- Wereldkampioenschappen roeien 2007 in München 21e in de lichte-vier-zonder-stuurman
- Wereldkampioenschappen roeien 2009 in Poznań 4e in de lichte-twee-zonder-stuurman
- Wereldkampioenschappen roeien 2011 in Bled 11e in de lichte-vier-zonder-stuurman
- Olympische Zomerspelen 2012 in Londen  in de lichte-vier-zonder-stuurman

1996: Victor Feddersen & Niels Henriksen & Thomas Poulsen & Eskild Ebbesen ·
2000: Laurent Porchier & Jean-Christophe Bette & Yves Hocdé & Xavier Dorfman ·
2004: Thor Kristensen & Thomas Ebert & Stephan Mølvig  & Eskild Ebbesen ·
2008: Mads Kruse Andersen & Eskild Ebbesen & Thomas Ebert & Morten Jørgensen·
2012: James Thompson & Matthew Brittain & John Smith & Sizwe Ndlovu ·
2016: Mario Gyr & Simon Niepmann & Simon Schürch & Lucas Tramèr